# سیارک ۱۵۹۶۷
سیارک ۱۵۹۶۷ (به انگلیسی: 15967 Clairearmstrong، نامگذاری:1998DN20) پانزده هزار و نهصد و شصت و هفتمین سیارک کشف شده‌است که در ۲۴ فوریه ۱۹۹۸ کشف شد.
قدر مطلق سیارک برابر ۱۲٫۵۰ است.